# Sebastião Edmundo Wos-Saporski
Sebastião Edmundo Wos-Saporski (1844-1933), engenheiro agrimensor e ativista da diáspora polonesa, foi considerado o pioneiro da imigração polonesa no Brasil e cognominado de "Pai" da colonização polonesa no Paraná.

## Origens e educação
Nascido em 19 de janeiro de 1844 sob o nome de Sebastian Woś em Stary Siołkowice na região polonesa de Opole (Silésia), então sob ocupação da Prússia, era filho de Jadwiga Kamp e Simão (Szymon) Woś, um rico fazendeiro.  Faleceu no dia 6 de dezembro de 1933 em Curitiba.
Cursou a escola primária em Siołkowice mas foi para Opole para frequentar o ensino médio, o qual teve que interromper por sofrer de uma doença pulmonar e o médico lhe recomendou que vivesse em um clima mais ameno. Quando se restabeleceu, conseguiu trabalho como funcionário dos correios e se preparava para ingressar na Universidade de Breslávia (Uniwersytet Wrocławski), quando foi recrutado para servir o exército prussiano. Seu espírito nacionalista o fez alterar seu nome para  Edmundo Saporski, desertar e refugiar-se  em Londres antes de emigrar para a América do Sul.
Em 1870, já no Brasil, completou o curso de metrologia e em 1874 prestou exame perante a banca examinadora de engenharia, graduando-se em geometria.

## No  Brasil
Saporski  veio para a América do Sul em 1867 e passou a assinar seu nome como Sebastião Edmundo Woś-Saporski.  Desembarcou inicialmente em La Plata, Argentina e depois permaneceu cerca de um ano em Montevidéu, a capital do Uruguai, onde fez contato com alguns poloneses e um casal idoso de alemães de Brunswick, conhecidos do Dr Hermann Blumenau, cuja obra impressionou o jovem Saporski. Em 1868, o casal convenceu-o a acompanha-los à colônia Blumenau na Província de Santa Catarina, centro  da  colonização  alemã, onde Saporski fixou residência primeiramente,  e trabalhou como professor. Lá teve a oportunidade de encontrar-se com o vigário da Paróquia de Gaspar,  Padre  Antônio  Zielinski,  natural  da  cidade  de  Lwów,  que  já  vivia em Santa Catarina desde 1867.
Em 1869,  Saporski visitou a região de Palmeira na província Paraná.  Inspirado pelo exemplo da imigração alemã em Blumenau, pensou fundar uma empresa colonizadora. Com a ajuda do Padre Zielinski, que era bem relacionado na corte brasileira, Saporski solicitou a D. Pedro II, em 10 de abril de 1869, uma concessão de terras no Estado do Paraná, com as mesmas vantagens dadas aos alemães que estavam em Santa Catarina, para serem colonizadas por poloneses, solicitação esta que foi atendida no dia 11 de maio do mesmo ano.
Ainda em 1869, guiou a chegada no Brasil de 16 famílias de poloneses da Silésia, que desembarcaram em Itajaí, Santa Catarina e foram encaminhadas para a região de Brusque. Em 1870, recrutou um segundo grupo de silesianos na Polônia. Em 1871, conseguiu o reassentamento desses dois primeiros grupos para as áreas maiores com terras produtivas e com pouco índice de povoamento da Província do Paraná. Neste ano, 32 famílias polonesas se estabeleceram na colônia Pilarzinho, nos arredores de Curitiba (PR). Esse grupo, e por extensão Saporski, é considerado por inúmeros historiadores o pioneiro da colonização polonesa no Paraná.
Em 1873, Saporski ajudou mais 64 famílias (258 pessoas) que desembarcaram em Santa Catarina a se estabelecerem em Abranches, a 6 km de Curitiba.